# Ахметов, Аскар Кахраманович
Аскар Кахраманович Ахметов (род. 14 июня 1981) — киргизский футболист и футбольный тренер.

## Биография

### Клубная карьера
В начале карьеры выступал за аутсайдеров высшей лиги Кыргызстана бишкекские «Динамо-Манас-СКИФ» и «Эколог». В 2001—2002 годах играл за «Эркин-Фарм»/«Динамо» (Бишкек). В 2003 году перешёл в «Дордой», с которым становился чемпионом и обладателем Кубка Кыргызстана (2005).
С 2006 года до конца карьеры выступал за «Абдыш-Ату» и её фарм-клубы в низших лигах («Наше Пиво» и др.). В составе «Абдыш-Аты» в 2007 и 2009 годах становился обладателем Кубка Кыргызстана. Также в 2010 году играл в высшей лиге за «Алгу».

### Карьера тренера
С 2012 года работал с детско-юношескими командами «Абдыш-Аты». В 2015—2016 годах возглавлял команду «Живое Пиво» и в 2016 году привёл её к серебряным наградам в северной зоне первой лиги. В ноябре 2016 года после отставки Мирлана Эшенова назначен главным тренером «Абдыш-Аты». В августе 2017 года после поражения от «Дордоя» 1:4 отправлен в отставку. По состоянию на 2018 год работал с детской командой «Абдыш-Аты» 2008 г.р. Имеет тренерскую лицензию «А».